# Бенгт Ліднер
Бенгт Ліднер (швед. Bengt Lidner; 16 березня 1757 — 4 червня 1793) — відомий шведський поет, який народився у Гетеборзі. Його опера «Медія» була перекладена на декілька мов (зокрма і англійську). Досі його твори ставляться у театрах. Найкращими творами вважають «Grefvinnan Spastaras död» («Смерть графині Спастара») та «Aaret 1783» («Рік 1783»).

## Біографія
Ліндер позбувся батька у свої 3, його мати покинула його коли йому було 14. У 1774 році, в 17-річному віці він навчався у Університеті Ландена, де випустив дві дисертації, але його виключили ще до видання другої. У 1776 році він приєднався до шведської компанії (експедиції) у Китай, але висадився у Кейптауні. З квітня і до вересня він став студентом Грайфсвальдського університету, який розташовувався у шведській Померанії. Там він написав дисертацію про декларацію незалежності США, в якій констатував, що Швеція та Велика Британія мають особливі відносини з даною країною.
У 1779 році він переїхав до Стокгольму, де розпочав писати твори.
Незважаючи на сумнівну репутацію, він отримав королівську стипендію в 1780 році переїхав у Німеччину, де він навчався у Геттінгенському університеті й жив за межами Батьківщини. Із Геттінгену він переїхав у Париж у 1787 році, а згодом до Фінляндії. У 1788 році одружився з Євлю Жаклі Гастфер, із якою повернувся до Стокгольму наступного року. Він помер у 1793 році. Королівська Шведська академія у 1860 році поклала пам'ятку на його могилу в Стокгольмі.
Ліндерові праці видаються доволі часто, наприклад у виданні «Svenska Vitterhetssamfundet» в чотирьох виданнях, 1930—1992.